# Vizcondado de Alesón
El vizcondado de Alesón es un título nobiliario español creado por la reina Isabel II, el 21 de septiembre de 1856, a favor de Atanasio Alesón y Cobos, teniente general de los ejércitos, capitán general de Andalucía y de Castilla la Vieja.

## Vizcondes de Alesón
|                        | Titular                           | Periodo                |
| Creación por Isabel II | Creación por Isabel II            | Creación por Isabel II |
| ---------------------- | --------------------------------- | ---------------------- |
| I                      | Atanasio Alessón y Cobos          | 1856-1871              |
| II                     | Carlos de Morenés y Carvajal      | 1915-1922              |
| III                    | Ramón de Morenés y Carvajal       | 1925-1950              |
| IV                     | José María Morenés y Carvajal     | 1950-1977              |
| V                      | Jaime Morenés y Álvarez de Eulate | 1981-2008              |
| VI                     | Beltrán Morenés y Gurruchaga      | 2009-actual titular    |

## Historia de los vizcondes de Alesón

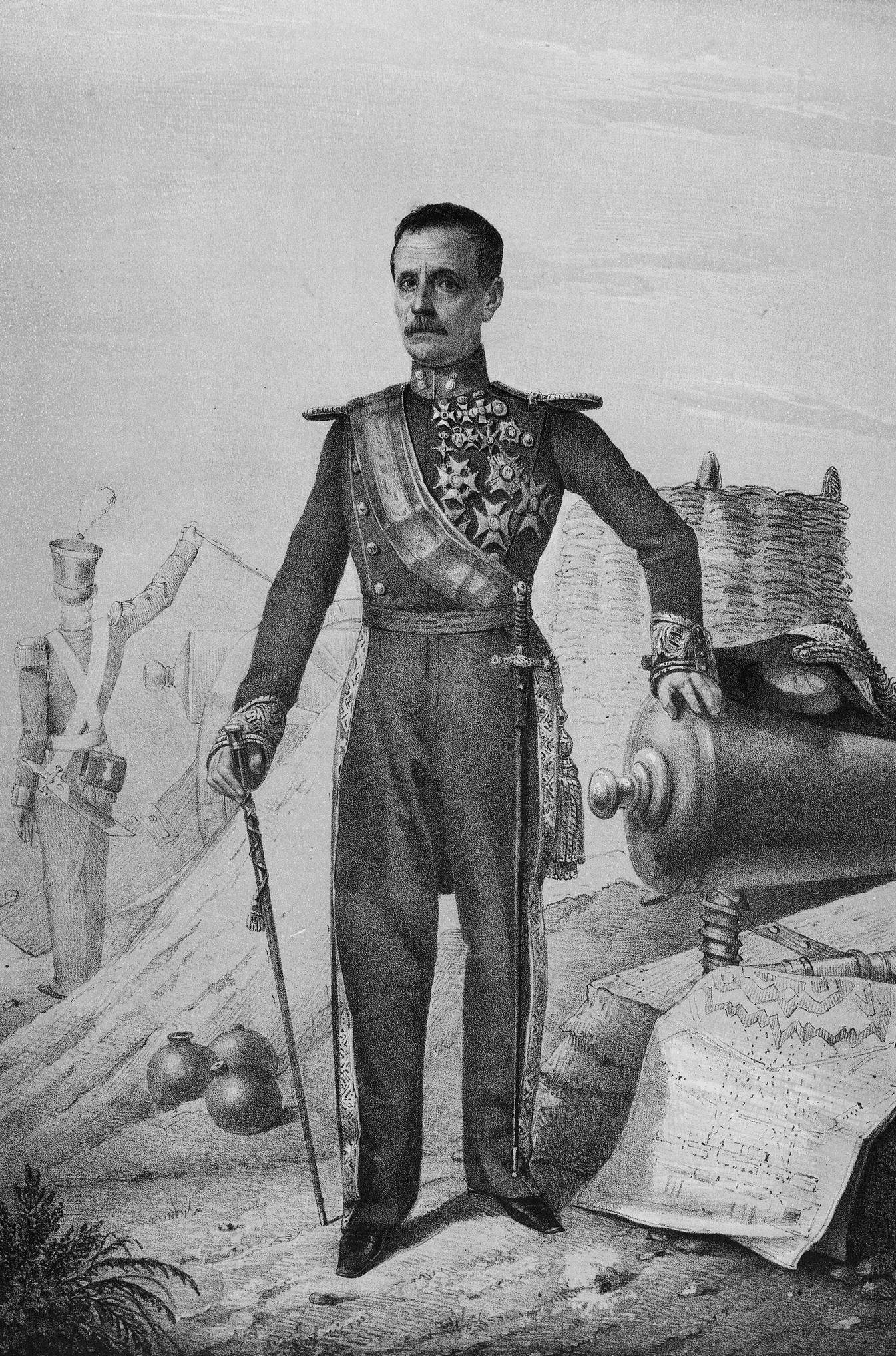
Imagen de Atanasio Alesón y Cobos, I vizconde de Alesón y I conde de la Peña del Moro

- Atanasio Alesón y Cobos (Madrid, 4 de mayo de 1795-Madrid, 4 de noviembre de 1871), I vizconde de Alesón,[1] I conde de la Peña del Moro,[2] senador vitalicio.(1858-1868), teniente general del ejército y capitán general de Andalucía y de Castilla la Vieja.[3][4]

Contrajo matrimonio, el 5 de agosto de 1821, en Osuna, con María de los Dolores Bonilla. En 14 de octubre de 1915, le sucedió su sobrino:
- Carlos de Morenés y Carvajal (Tarragona, 6 de septiembre de 1896-Melilla, 24 de junio de 1922),[5] II vizconde de Alesón,[1] militar y aviador que falleció en Melilla cuando su aeroplano chocó con otro.[6] Era hijo de Ramón de Morenés y García Alessón, VII conde del Asalto, II conde de la Peña del Moro, III marqués de Grigny, y V barón de las Cuatro Torres,[7] y de su esposa, María Inmaculada de Carvajal y Hurtado de Mendoza (m. 1953), hija de los XVII marqueses de Aguilafuente.[5]

Sin descendencia, en 17 de noviembre de 1925, sucedió su hermano:
- Ramón María Morenés y Carvajal (Zarauz, 13 de septiembre de 1901-13 de diciembre de 1959), III vizconde de Alesón,[1][5] VIII conde del Asalto y VI barón de las Cuatro Torres.

Sin descendencia, por cesión, le sucedió su hermano en 15 de marzo de 1950:
- José María Morenés y Carvajal (n. 5 de enero de 1913-1977),[8] IV vizconde de Alesón.[1]

Casó con Ana Sofía Álvarez de Eulate y MacMahon. Uno de los hijos del matrimonio es el empresario y político, Pedro Morenés. En 1978, sucedió su hijo:
- Jaime Morenés y Álvarez de Eulate (m. 5 de octubre de 2008) , V vizconde de Alesón.[1][9]

Casó con Idoya de Gurruchaga y Cuevas. En 16 de julio de 2009, sucedió su hijo:
- Beltrán Morenés y Gurruchaga (n. Bilbao, 11 de diciembre de 1979),[8] VI vizconde de Alesón.[1][10]

Casado con Ana Isabel Fernández Rodríguez.